# Nesvrta (Leskovac)
Nesvrta je naselje u gradu Leskovcu, Jablanički upravni okrug, Srbija. Prema popisu iz 2022. godine u Nesvrta je živjelo 20 stanovnika.